# NGC 557
NGC 557 је спирална галаксија у сазвежђу Кит која се налази на NGC листи објеката дубоког неба.
Деклинација објекта је - 1° 38' 18" а ректасцензија 1h 26m 25,1s. Привидна величина (магнитуда) објекта NGC 557 износи 13,7 а фотографска магнитуда 14,6. NGC 557 је још познат и под ознакама IC 1703, UGC 1016, MCG 0-4-144, CGCG 385-136, DRCG 7-17, PGC 5351.